# Robert Grabarz
Robert Karl (Robbie) Grabarz (Enfield Town, 3 oktober 1987) is een Britse voormalige hoogspringer. Sinds 2005 kwam hij voor Groot-Brittannië uit op grote internationale kampioenschappen. Hij nam tweemaal deel aan de Olympische Spelen en veroverde bij die gelegenheid een bronzen medaille. Jaren later, in 2021, werd deze medaille opgewaardeerd naar een zilveren, nadat de oorspronkelijke winnaar, de Rus Ivan Oechov, was gediskwalificeerd wegens een overtreding van de dopingregels.

## Loopbaan

### Eerste successen
Na een studie aan Longsands College in St Neots begon Grabarz wedstrijden te springen. Bij de wereldkampioenschappen voor junioren in 2006 eindigde hij als twaalfde met een sprong van 2,05 m, dezelfde hoogte waarmee hij een jaar eerder de achttiende plaats had bereikt op de Europese kampioenschappen voor junioren. Bij de EK U23 in 2009 werd hij echter elfde.

### Goud op EK en olympisch zilver in 2012
Als 24-jarige maakte Grabarz de stap naar de Europese kampioenschappen. Een jaar later won hij de Europese titel op het toernooi in Helsinki, Finland. Een maand daarna veroverde Grabarz brons (later opgewaardeerd naar zilver) op de Olympische Spelen in Londen. Hij deelde deze medaille met Derek Drouin uit Canada en Mutaz Essa Barshim uit Qatar, die net als hij in één poging over 2,29 gingen. Aan het eind van dit seizoen kwam hij tijdens de Athletissima in Lausanne met een sprong over 2,37 tot zijn beste prestatie ooit. 

### Zilver op WK indoor en EK in 2016
Vier jaar later nam Grabarz in de aanloop naar de Olympische Spelen in Rio de Janeiro deel aan de WK indoor in Portland, waar hij achter de Italiaan Gianmarco Tamberi tweede werd met een sprong over 2,33. Na vervolgens outdoor zijn Britse titel te hebben geprolongeerd (zijn vierde in totaal), werd hij met 2,29 tweede bij de EK in Amsterdam en was Grabarz er ook op de Spelen in Rio bij. Daar sprong hij, net als indoor eerder in Portland, over 2,33. Ditmaal bracht deze hoogte hem, in tegenstelling tot zijn prestatie vier jaar eerder op de Spelen in Londen, niet verder dan een gedeelde vierde plaats.

### Zilver op EK indoor in 2017
Zijn laatste medaille op een internationaal kampioenschapstoernooi veroverde Grabarz in 2017 op de EK indoor in Belgrado, waar hij met 2,30 tweede werd. Op de WK in Londen werd hij later dat jaar met 2,25 zesde, nadat hij eerder in de kwalificatieronde nog over 2,31 had gesprongen.

### Afscheid in 2018
Na in 2018 nog te hebben deelgenomen aan de WK indoor in Birmingham en de Gemenebestspelen in Gold Coast, Australië, kondigde Grabarz in mei 2018 het einde van zijn atletiekloopbaan aan. Als reden gaf hij op, dat hij het plezier in de competitie was kwijtgeraakt.

## Titels
- Europees kampioen hoogspringen - 2012
- Brits kampioen hoogspringen - 2012, 2013, 2015, 2016, 2017
- Brits indoorkampioen hoogspringen - 2009, 2013, 2014

## Persoonlijke records
| Onderdeel              | Prestatie       | Datum            | Plaats    |
| ---------------------- | --------------- | ---------------- | --------- |
| hoogspringen (outdoor) | 2,37 m (ev. NR) | 23 augustus 2012 | Lausanne  |
| hoogspringen (indoor)  | 2,34 m          | 21 januari 2012  | Wuppertal |

## Palmares

### hoogspringen
Kampioenschappen
- 2005: 18e EK U20 - 2,05 m
- 2006: 12e WK U20 - 2,05 m
- 2009: 11e EK U23 - 2,18 m
- 2011: 23e in series EK indoor - 2,12 m
- 2012: 6e WK indoor - 2,31 m
- 2012:  EK - 2,31 m
- 2012:  OS - 2,29 m
- 2013: 8e WK indoor - 2,29 m
- 2014: 11e in series WK indoor - 2,25 m
- 2015: 10e in series WK indoor - 2,26 m
- 2016:  WK indoor - 2,33 m
- 2016:  EK - 2,29 m
- 2016: 4e OS - 2,33 m
- 2017:  EK indoor - 2,30 m
- 2017: 6e WK - 2,25 m (in kwal. 2,31 m)
- 2018: 9e WK indoor - 2,20 m
- 2018: 12e Gemenebestspelen - 2,18 m

Diamond League-podiumplekken
- 2012:  Golden Gala - 2,33 m
- 2012:  Adidas Grand Prix - 2,36 m
- 2012:  Herculis – 2,33 m
- 2012:  Athletissima – 2,37 m
- 2012:  Birmingham Grand Prix – 2,32 m
- 2012:  Weltklasse Zürich – 2,28 m
- 2012:   Diamond League - 17 p
- 2013:  Sainsbury’s Grand Prix – 2,31 m
- 2016:  Golden Gala - 2,30 m
- 2016:  Athletissima - 2,32 m
- 2016:  Memorial Van Damme - 2,32 m
- 2016:   Diamond League - 31 p